# Park Mi-young
Park Mi-young (kor. 박미영, ur. 17 listopada 1981 w Daegu) – koreańska tenisistka stołowa, brązowa medalistka olimpijska i trzykrotnie brązowa medalistka mistrzostw świata. 
Największym jej sukcesem jest brązowy medal olimpijski z Pekinu w turnieju drużynowym kobiet. Jest również trzykrotną brązową medalistką mistrzostw świata w grze podwójnej (2007, 2009, 2011) w parze z Kim Kyung-ah.
W sezonie 2011/12 była zawodniczką klubu KTS Zamek OWG Tarnobrzeg.